# Anepischetosia maccoyi
Anepischetosia maccoyi is een hagedis uit de familie skinken (Scincidae). Het is de enige soort uit het monotypische geslacht Anepischetosia.

## Naam
De wetenschappelijke naam van de groep werd voor het eerst voorgesteld door Arthur Henry Shakespeare Lucas en Charles Frost in 1894. De soortaanduiding maccoyi is een eerbetoon aan de Britse paleontoloog Frederick McCoy (1817 - 1899).
De geslachtsnaam Anepischetos is ook gebruikt voor het geslacht, maar de naam bleek al eerder te zijn gebruikt voor een geslacht van vlinders. Oorspronkelijk werd de hagedis onder de wetenschappelijke naam Siaphos maccoyi gepubliceerd, later werd de soort in de geslachten Lygosoma en het niet meer erkende Anotis geplaatst. Anepischetosia maccoyi behoorde lange tijd tot het geslacht Nannoscincus. Deze verouderde wetenschappelijke naam wordt daardoor nog veel in de literatuur gebruikt.

## Verspreiding en habitat
Anepischetosia maccoyi komt endemisch voor in delen van Australië, en alleen in de zuidoostelijke staten New South Wales en Victoria. De habitat bestaat uit drogere gebieden met een sclerofylle vegetatie, dit zijn planten die tijden van droogte kunnen weerstaan.
De skink komt nog algemeen voor. Door de internationale natuurbeschermingsorganisatie IUCN wordt de hagedis als veilig beschouwd (Least Concern of LC).